# Christian Feddersen
Christian Feddersen (* 16. Juli 1786 in Wester-Schnatebüll; † 12. Januar 1874 in Friedrichstadt) war ein deutscher evangelischer Pastor. Feddersen gilt als Begründer der „friesischen Bewegung“.

## Leben

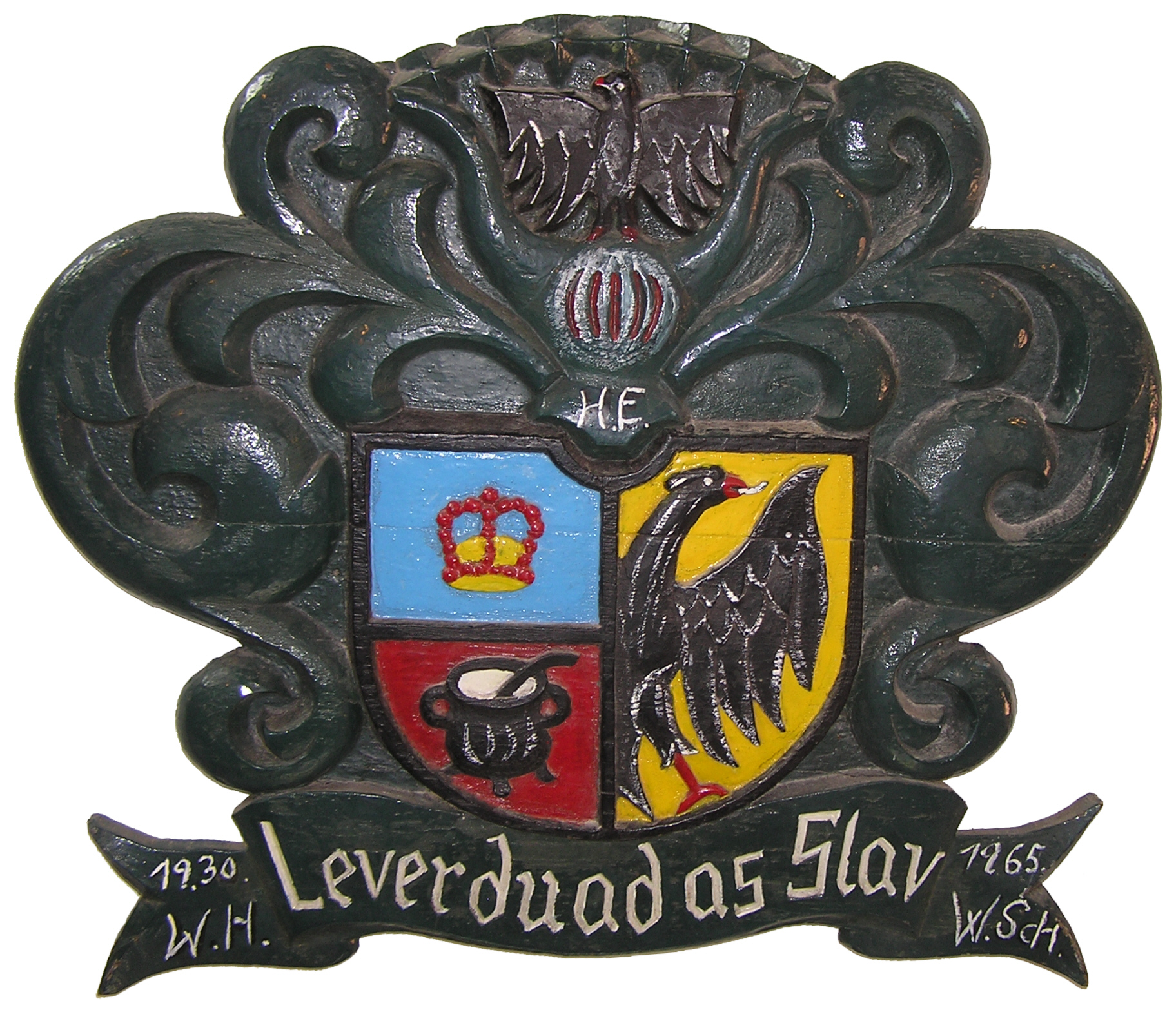
Das Wappen der Nordfriesen nach Vorstellungen von Christian Feddersen mit dem Leitspruch »Lever duad as Slav« (Lieber tot als Sklave)

Christian Feddersen wurde als Sohn des gebildeten Bauern und Dorfschullehrers Harke Feddersen in Wester-Schnatebüll in Nordfriesland geboren. Der Maler Hans Peter Feddersen der Ältere (* 1788) war sein älterer Bruder.
Er war verheiratet und hatte zwei Töchter:
- Auguste Margarethe Feddersen, Malerin;
- Marie Dorothea Feddersen (* 26. August 1825; 21. März 1891).

Christian Feddersen studierte gemeinsam mit seinem jüngeren Bruder Friedrich, dem späteren Eiderstedter Propst, Theologie und wurde Pastor in Fahretoft, Niebüll und später in Nordhackstedt.
Beeinflusst von der Romantik sowie den Schriften des deutschen Dichters und Philosophen Johann Gottfried Herder und des dänischen Philosophen Nikolai Frederik Severin Grundtvig bekannte er sich als einer der ersten zu einer eigenen friesischen Identität. Am 10. Juni 1844 fand auf seine Anregung hin das erste „Nordfriesische Volksfest“ in Bredstedt statt. 1845 veröffentlichte er die Schrift Fünf Worte an die Nordfriesen, in der er die Nordfriesen dazu ermunterte, ihre Sprache und Kultur zu pflegen und zu erhalten. Auch das friesische Wappen und der Wahlspruch Liewer düd aß Slaawe sollen auf Vorstellungen Feddersens zurückgehen.
Im Schleswig-Holsteinischen Krieg 1848–1851 sah sich Feddersen zwar auf deutscher Seite, forderte jedoch, dass die „Volksliebe“ von „Menschenliebe“ begleitet werden sollte und Kriege durch Schiedsgerichte ersetzt werden sollten. Er nahm Kontakte zu Friedensgesellschaften in England, insbesondere zu Richard Cobden und Elihu Burritt, auf. Letzteren widmete er ein Kapitel seines 1858 erschienenen Buches Historische Blätter zur Förderung der Humanität und des Christenthums.

## Christian-Feddersen-Preis
Seit 2001 vergibt die Ute-Karl-Friedrich-und-Carsten-Hagemann-Stiftung in Zusammenarbeit mit dem Nordfriisk Instituut (Nordfriesisches Institut) jährlich den „Christian-Feddersen-Preis“. Mit ihm sollen im jährlichen Wechsel Schülerinnen und Schüler der Grundschulen und der Sekundarbereiche im Kreis Nordfriesland und auf der Insel Helgoland ausgezeichnet werden, die sich in besonderer Weise mit der nordfriesischen Sprache, Kultur oder Geschichte beschäftigt haben. Der Preis besteht aus jeweils einer Urkunde, einem Buch und einer Geldsumme und wird jährlich an bis zu fünf Schülerinnen oder Schüler vergeben. Auch Projektgruppen, Arbeitsgemeinschaften oder Klassen können ausgezeichnet werden.